# Soulfly (album)
Soulfly is het debuutalbum van de Amerikaanse metalband Soulfly. Het album is uitgebracht in 1998. Het album met dezelfde naam als de band is een doorzetting van het geluid op  Roots van Sepultura, het laatste album van de band waar Max Cavalera een bijdrage aan heeft geleverd, voordat hij door een ruzie de band verliet in 1996 om in 1997 Soulfly op te richten.

## Tracks
1. "Eye for an Eye"
2. "No Hope = No Fear"
3. "Bleed"
4. "Tribe"
5. "Bumba"
6. "First Commandment"
7. "Bumbklaatt"
8. "Soulfly"
9. "Umbabarauma"
10. "Quilombo"
11. "Fire"
12. "The Song Remains Insane"
13. "No"
14. "Prejudice"
15. "Karmageddon"

## Bezetting van de band tijdens opname
- Max Cavalera
- Roy Mayorga
- Marcello D. Rapp
- Jackson Bandeira